# Biechów (Ostrowiec)
Pour les articles homonymes, voir Biechów.
Biechów est une localité polonaise de la gmina de Kunów, située dans le powiat d'Ostrowiec en voïvodie de Sainte-Croix.